# Callaway Golf
Pour les articles homonymes, voir Callaway et Golf.

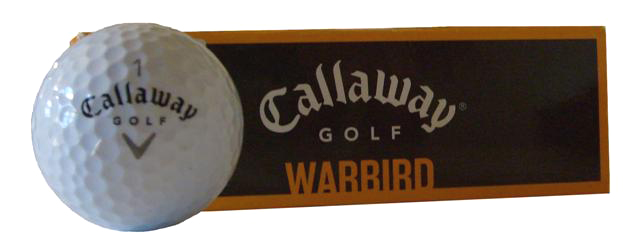
Une balle Callaway et sa boite.

Callaway Golf NYSE : ELY est une entreprise située à Carlsbad en Californie, spécialisée dans la fabrication d'équipement de golf. Cette industrie fabrique des bois, des fers, des wedges, des putters, des balles de golf, et licencie son nom pour ce qui concerne l'habillement, les chaussures, les chronomètres et les accessoires. Callaway Golf produit également sous la marque Odyssey pour les putters, ainsi que Top-Flite et Ben Hogan.

## Histoire
Callaway Golf fut fondée par l'ancien président de l'entreprise de textiles Burlington Industries, Ely Reeves Callaway Jr. Ely a été élevé en Géorgie et diplômé en 1940 à l'université Emory. Callaway a grandement réussi dans l'industrie textile et était passionné de golf. Lors de ses parties, Callaway utilisait des clubs de la marque Hickory Sticks, alors détenu par Richard Parente et Dick De La Cruz. Les clubs étaient faits d'un manche en caryer avec un intérieur en acier. Commençant à souffrir d'un manque de financement, Hickory Sticks se mit en quête d'investisseurs pour renflouer l'entreprise et ses détenteurs se rapprochèrent de Callaway, qui venait de vendre son vignoble, générant un bénéfice de neuf millions de dollars.
En 1982, Callaway rachetait la moitié de Hickory Sticks, l'entreprise étant renommée Callaway Hickory Stick USA. En 1983, il en devenait le président et déplaçait l'entreprise à Carlsbad, en Californie, où il vendait des clubs depuis sa Cadillac. En 1984, il achetait le reste de l'entreprise pour 400 000 $. L'entreprise changea finalement de nom en 1988 pour prendre son nom actuel.
En 1986, Callaway engageait un designer de queues de billard, Richard C. Helmstetter, en tant que consultant. Helmstetter devenait la même année directeur de la conception des clubs et mettait en place des machines de fabrications contrôlées par ordinateur. Grâce à lui, l'entreprise développa le driver Big Bertha, utilisant une tête de club en acier de volume important (190 cm3). Le driver Big Bertha passait à 290 cm3 en 1997.
En 1996, l'entreprise engageait Roger Cleveland en tant que directeur de la conception des clubs et lançait en 2002 les Callaway Golf Forged Wedges. Ces wedges étaient faits d'acier de carbone et d'une partie avant avec des rainures en U.
La même année, Callaway annonçait le développement d'une nouvelle balle de golf. Callaway Golf passa trois années à concevoir cette nouvelle balle de golf ainsi qu'un site de production de pointe. L'entrée de l'entreprise dans le marché représentait un investissement de 170 millions de dollars dans la recherche et le développement de la balle, la construction d'un site de production de plus de 68 000 m2, et le développement et l'achat d'un équipement de fabrication adapté. Le site de fabrication de Callaway et ses installations étaient spécialement conçus pour les besoins de productions uniques de cette nouvelle balle.
Les ingénieurs de Callaway Golf Ball, recrutés chez Du Pont et Boeing, se servirent de programmes informatiques d'aérodynamisme (d'abord utilisés par Boeing et General Electric) pour évaluer et tester plus de 300 modèles d'alvéoles et plus de 1 000 variantes pour le cœur de la balle, les couches internes et le revêtement extérieur afin de créer la nouvelle balle Rule 35. Les ingénieurs de Callaway conçurent seulement deux modèles de la balle Rule 35, choisissant de développer une balle possédant des performances complètes plutôt que des balles spécifiques pour les effets, le contrôle, la distance et la durabilité. Ely Callaway expliquait les objectifs de développement de l'entreprise pour ce produit de la manière suivante : 
« We have combined all of the performance benefits into one ball so players no longer need to sacrifice control for distance, or feel, or durability. Each Rule 35 ball contains a unique synergy of distance, control, spin, feel and durability characteristics. This eliminates confusion and guesswork in trying to identify the golf ball that is right for each individual golfer. »
(« Nous avons combiné tous les éléments de performance dans une balle unique, afin que les joueurs n'aient plus à sacrifier la maîtrise pour la distance, le toucher, ou la durabilité. Chaque balle Rule 35 est une combinaison synergique des caractéristiques de distance, contrôle, effet, toucher et durabilité, ce qui élimine la confusion et le travail de recherche d'une balle adaptée à chaque golfeur. »)
En 1997, Odyssey Sports était acquis par l'entreprise, augmentant sa gamme de putters. Cela menait finalement à la sortie de la gamme Odyssey White Hot en 2000.
Ely Callaway démissionnait en 1996, laissant Donald H. Dye prendre les fonctions de CEO et président, mais Callaway occupait toujours un rôle de promotion dans la compagnie. Il reprenait ses fonctions de direction en 1998 et décédait d'un cancer du pancréas le 15 mai 2001, faisant de Ron Drapeau son successeur.
En 2003, Ron Drapeau annonça l'acquisition de Top-Flite  en tant que division Ben Hogan Golf après que Top-Flite soit tombé sous le coup du Chapitre 11 du code de banqueroute des États-Unis. L'acquisition aurait coûté à Callaway Golf environ 125 millions de dollars.
En 2019, Callaway Golf acquiert la marque allemande Jack Wolfskin, spécialisée dans les équipements d'extérieur, pour 418 millions d’euros.

## Cadre financier
En 1992, Callaway Golf entra en bourse sur le New York Stock Exchange avec un capital boursier de 250 millions de dollars US. Vers la fin de l'année 1997, le capital boursier atteignait 3 milliards de dollars US.

## Principaux actionnaires
Au 7 janvier 2020:
| JANA Partners                                           | 9,21% |
| The Vanguard Group,                                     | 8,20% |
| Dimensional Fund Advisors                               | 7,02% |
| Sancarin                                                | 5,16% |
| AllianceBernstein                                       | 5,01% |
| Fisher Asset Management                                 | 3,07% |
| BlackRock Fund Advisors                                 | 2,98% |
| SSgA Funds Management                                   | 2,86% |
| Scopus Asset Management                                 | 2,82% |
| Northern Trust Investments, Inc.(Investment Management) | 2,52% |

## Joueurs utilisant un équipement Callaway Golf
PGA Tour
| - Jon Rahm - Xander Schauffele - Sam Burns - Chris Kirk - Marc Leishman - Si Woo Kim - Talor Gooch - Francesco Molinari - Danny Willett - Abe Ancer - Christiaan Bezuidenhout - Erik Van Rooyen - K.H. Lee - Henrik Stenson - Branden Grace | - Adam Hadwin - Alexander Norén - Dylan Frittelli - Thomas Detry - Rich Beem - Mark Brooks - Olin Browne - Charles Howell III - Craig Kanada - Hank Kuehne - Len Mattiace - Rocco Mediate - Ernie Els - Craig Parry - Nick Flanagan |

European Tour
| - Thomas Bjørn - Michael Lorenzo-Vera - Michael Campbell - Emanuele Canonica - Nick Dougherty - Niclas Fasth - Alastair Forsyth - Stephen Gallacher - Nicolas Colsaerts | - Ricardo González - Thongchai Jaidee - Barry Lane - Phillip Price - Robert Rock - Charl Schwartzel - Oliver Wilson |

Champions Tour
| - Jim Colbert - Bruce Fleisher | - Mark McNulty - Eduardo Romero |

Nationwide Tour
| - Ricky Barnes | - Casey Wittenberg |

LPGA Tour
| - Julieta Granada - Leta Lindley | - Morgan Pressel - Annika Sörenstam - May Wood |

Joueurs emblématiques
| - David Leadbetter - Johnny Miller | - Arnold Palmer - Gary Player |